# Maria d'Asburgo (regina di Ungheria 1505)
Maria d'Asburgo, o Maria d'Ungheria (Bruxelles, 15 settembre 1505 – Cigales, 18 ottobre 1558), era la quinta figlia di Giovanna di Castiglia e di Filippo d'Asburgo; fu regina di Ungheria e Boemia per il suo matrimonio con Luigi II Jagellone.

## Biografia

### Infanzia
Dopo la morte del padre e l'imprigionamento della madre, ritenuta pazza, a Tordesillas, Maria crebbe con i fratelli Eleonora, Carlo e Isabella presso la corte della zia paterna Margherita d'Asburgo a Malines. Gli altri fratelli Ferdinando e Caterina crebbero invece in Spagna.

### Matrimonio
Il 2 maggio 1514 dovette lasciare l'adorata corte della zia e raggiungere quella del nonno paterno, il quale l'aveva fidanzata a Luigi, figlio ed erede del re d'Ungheria. Nel luglio del 1522 vennero celebrate le nozze. Da sovrani del regno d'Ungheria e di Boemia, i giovani sposi dovettero affrontare l'infedele e ingovernabile nobiltà ungherese e boema, che diede loro non pochi problemi. Luigi era un abile cavaliere, colto e di bell'aspetto, ma anche molto frivolo e superficiale. Maria invece fu sempre pratica, energica e dal polso fermo. Niente la intimoriva e, nei suoi pochi anni di regno, cercò di tener testa ai problematici sudditi.
Maria rimase infatti vedova dopo soli quattro anni di matrimonio: Luigi morì nella battaglia di Mohács, combattuta il 29 agosto 1526 contro le forze di Solimano il Magnifico, imperatore ottomano. Al suo fianco rimase il segretario del marito, Nicolaus Olahus. La coppia era senza figli e la corona d'Ungheria passò a Ferdinando, fratello di Maria, che aveva sposato Anna Jagellone, sorella di Luigi.

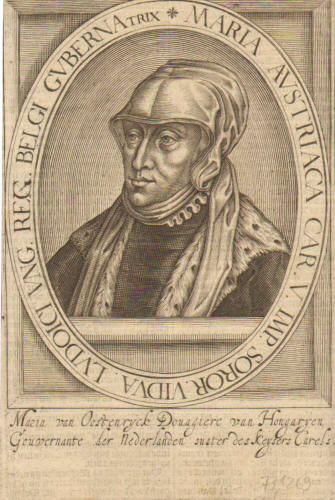
Medaglione raffigurante Maria d'Asburgo

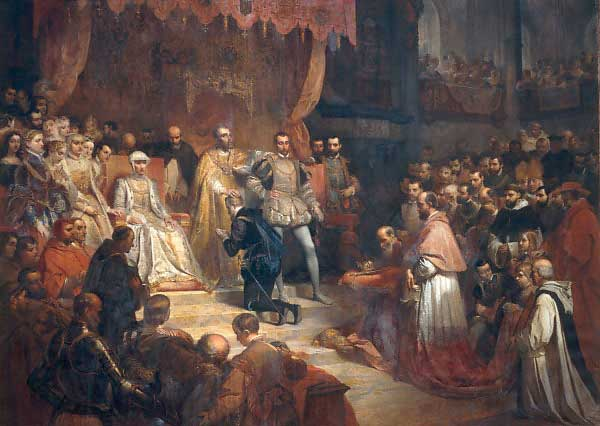
L'abdicazione di Carlo V; Maria è vestita di bianco

### Reggenza dei Paesi Bassi
Dopo la morte della zia Margherita, governatrice dei Paesi Bassi, l'imperatore Carlo V propose alla sorella Maria di prenderne il posto. Per accettare, la giovane pose come condizione quella di non doversi mai più risposare. Dal 1º luglio 1531 occupò quindi la carica, per quasi 25 anni, dovendo comunque sottostare agli ordini del fratello.
Quando nel 1550 "si discusse se affossare, una volta per tutte, le garanzie che proteggevano i sudditi dalle confische, con l’effetto di accrescere il malcontento di riformati e cattolici e il timore che si volesse introdurre l’Inquisizione spagnola in un quadro di concorrenza tra magistrature civili ed ecclesiastiche (...) la reggente, costretta a mediare con le resistenze locali, sembrava osteggiare (con Granvelle) la paventata fine dei meccanismi di riconciliazione degli eretici che, fin lì, con il non dissenso di Carlo, avevano chiuso centinaia di casi (anche di anabattisti) portando beneficio al fisco".

### Rapporti con la famiglia
Sebbene tra lei e suo fratello Carlo V ci fosse grande affetto, Maria non mancò comunque di esprimere le proprie opinioni contrarie, come quando lo rimproverò di voler far sposare a soli 12 anni la loro comune nipote Cristina di Danimarca. Non avendo avuto una propria famiglia, si attaccò infatti ancora di più a quella d'origine. Fu così che si sentì di intervenire, con fine arte diplomatica, anche per porre pace tra i due fratelli Carlo e Ferdinando sulla successione al governo del Sacro Romano Impero.
In seguito, sia lei che sua sorella Eleonora vollero seguire nel suo ritiro in Estremadura il fratello imperatore. Dopo l'abdicazione di questi, infatti, anche Maria diede le dimissioni e partì con i fratelli per la Spagna. Lì rimasero fino alla morte, avvenuta per tutti e tre nel 1558.
Celebri furono i suoi ritratti eseguiti dal pittore di corte e miniatore francese Hubert Cailleau.

## Ascendenza
|                         |                       |                          | Genitori                            |  |  | Nonni |  |  | Bisnonni     |  |  | Trisnonni |  |
|                         |                       |                          |                                     |  |  |       |  |  | Federico III |  |  | Ernesto I |  |
|                         |                       |                          |                                     |  |  |       |  |  | Federico III |  |  | Ernesto I |  |
|                         |                       | Cimburga di Masovia      |                                     |  |  |       |  |  | Federico III |  |  |           |  |
| Massimiliano I          |                       |                          |                                     |  |  |       |  |  | Federico III |  |  |           |  |
|                         |                       | Eleonora d'Aviz          | Edoardo del Portogallo              |  |  |       |  |  |              |  |  |           |  |
|                         |                       | Eleonora d'Aviz          | Edoardo del Portogallo              |  |  |       |  |  |              |  |  |           |  |
|                         |                       | Eleonora d'Aviz          | Eleonora d'Aragona                  |  |  |       |  |  |              |  |  |           |  |
| Filippo I               |                       | Eleonora d'Aviz          |                                     |  |  |       |  |  |              |  |  |           |  |
|                         |                       | Carlo I di Borgogna      | Filippo III di Borgogna             |  |  |       |  |  |              |  |  |           |  |
|                         |                       | Carlo I di Borgogna      | Filippo III di Borgogna             |  |  |       |  |  |              |  |  |           |  |
|                         |                       | Carlo I di Borgogna      | Isabella del Portogallo             |  |  |       |  |  |              |  |  |           |  |
| Maria di Borgogna       |                       | Carlo I di Borgogna      |                                     |  |  |       |  |  |              |  |  |           |  |
|                         |                       | Isabella di Borbone      | Carlo I di Borbone                  |  |  |       |  |  |              |  |  |           |  |
|                         |                       | Isabella di Borbone      | Carlo I di Borbone                  |  |  |       |  |  |              |  |  |           |  |
|                         |                       | Isabella di Borbone      | Agnese di Borgogna                  |  |  |       |  |  |              |  |  |           |  |
| Maria d'Asburgo         |                       | Isabella di Borbone      |                                     |  |  |       |  |  |              |  |  |           |  |
|                         | Giovanni II d'Aragona | Ferdinando I d'Aragona   |                                     |  |  |       |  |  |              |  |  |           |  |
|                         | Giovanni II d'Aragona | Ferdinando I d'Aragona   |                                     |  |  |       |  |  |              |  |  |           |  |
|                         | Giovanni II d'Aragona | Eleonora d'Alburquerque  |                                     |  |  |       |  |  |              |  |  |           |  |
| Ferdinando II d'Aragona | Giovanni II d'Aragona |                          |                                     |  |  |       |  |  |              |  |  |           |  |
|                         |                       | Giovanna Enríquez        | Federico Enriquez                   |  |  |       |  |  |              |  |  |           |  |
|                         |                       | Giovanna Enríquez        | Federico Enriquez                   |  |  |       |  |  |              |  |  |           |  |
|                         |                       | Giovanna Enríquez        | Marina Fernández di Cordoba e Ayala |  |  |       |  |  |              |  |  |           |  |
| Giovanna di Castiglia   |                       | Giovanna Enríquez        |                                     |  |  |       |  |  |              |  |  |           |  |
|                         |                       | Giovanni II di Castiglia | Enrico II di Castiglia              |  |  |       |  |  |              |  |  |           |  |
|                         |                       | Giovanni II di Castiglia | Enrico II di Castiglia              |  |  |       |  |  |              |  |  |           |  |
|                         |                       | Giovanni II di Castiglia | Caterina di Lancàster               |  |  |       |  |  |              |  |  |           |  |
| Isabella di Castiglia   |                       | Giovanni II di Castiglia |                                     |  |  |       |  |  |              |  |  |           |  |
|                         |                       | Isabella del Portogallo  | Giovanni d'Aviz                     |  |  |       |  |  |              |  |  |           |  |
|                         |                       | Isabella del Portogallo  | Giovanni d'Aviz                     |  |  |       |  |  |              |  |  |           |  |
|                         |                       | Isabella del Portogallo  | Isabella di Braganza                |  |  |       |  |  |              |  |  |           |  |
|                         |                       | Isabella del Portogallo  |                                     |  |  |       |  |  |              |  |  |           |  |